# Ферт-оф-Клайд
Ферт-оф-Клайд (англ. Firth of Clyde) — затока Атлантичного океану на південно-західному березі Шотландії, у яку впадає річка Клайд. Вона охоплює найбільші й найглибші прибережні води Британських островів, захищені від Атлантичного океану півостровом Кінтайр, який охоплює зовнішній лиман в Аргайлі і Ейршир. Бухта Кілбраннан — великий рукав Ферт-оф-Клайда, що відокремлює півострів Кінтайр від острова Арран. Посередині Ферт-оф-Клайді є ще один великий острів — острів Б'ют. Враховуючи своє стратегічне розташування, біля входу в середній/верхній Клайд, Бьют відігравав життєво важливу військову (військово-морську) роль під час Другої світової війни.
Ферт охоплює багато островів і півостровів, через нього проходять дванадцять поромів, що з'єднують їх із материком та один з одним. Іноді його називають Води Клайда, це водне тіло зазвичай вважається елементом Ірландського моря. Поромні перевезення здійснюються компаніями Caledonian MacBrayne та Western Ferries, і багато маршрутів є єдиним транспортом для жителів громад, які живуть у віддалених районах. До Ферта примикає велика кількість морських озер, найбільшим із яких є озеро Лох-Файн.

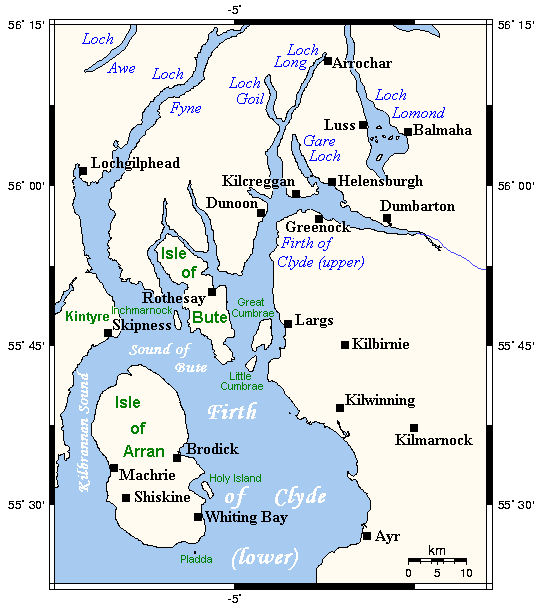
Карта затоки

Із затокою пов'язані міста та селища: Ардроссан, Бродік, Вімзбей, Вест-Кілбрайд, Грінок, Герван, Геленсбург, Гурок, Дамбартон, Данун, Ер, Інеллан, Інверкіп, Ірвін, Кемпбелтаун, Кардросс, Каррадейл, Ламлаш, Ларгс, Лохранза, Міллпорт, Порт-Глазго, Прествік, Ротсей, Солткотс, Сімілл, Стівенсон, Строун, Трун.